# Melkader
De Melkader was een krekengebied aan de Schelde. De Melkader ontstond waarschijnlijk bij de Sint-Elisabethsvloed op 19 november 1404, mogelijk zelfs vroeger en heeft zich waarschijnlijk tijdens de overstromingen van 1421, 1526, 15,30, 1532, 1551 en 1570 uitgebreid en verdiept. Tussen de Gentsevaart en de Melkader liet Alexander Farnese in de winter van 1584/1585 de Parmavaart graven.
Op 21 juni 1638, in de Tachtigjarige Oorlog, vond in het gebied tussen Kruisdijk en de Melkader een treffen plaats tussen het Zuidelijke en het Staatse Leger. Dit liep op een grote nederlaag uit voor de Staatsen. Talrijke Staatse soldaten vonden er de dood en honderden werden de Melkader ingedreven.
De Melkader verzorgde, tot de aanleg van de Waaslandhaven in 1971, de afwatering van het noordelijk deel van het Waasland. Vanaf 1971 is met de aanleg van de diverse dokken in de Waaslandhaven de afwatering sterk versnipperd geraakt. De Melkader had zijn eigen zeesluizen, namelijk Sint-Pieterssluis (1752), Sint-Paulussluis (1754) en de Stenen sluis (1878). De Stenen sluis, die geen heiligennaam kreeg, werd in de volksmond Centensluis genoemd daar de bouwer, de Antwerpse ondernemer Hippoliet Terneus, er door failliet ging. De Melkader werd voornamelijk gevoed door de Noordelijke Watergang en deels door de Zuidelijke Watergang.
De Melkader is heden een gekanaliseerd kreekrestant nabij het Oost-Vlaamse dorp Kallo en is een onderdeel geworden van de Groene Ring (groene long) rond Kallo. Het restant ligt tussen de A11 en de Schelde, met een uitloper vanaf de Waaslandhaven.